# Place Franklin Roosevelt

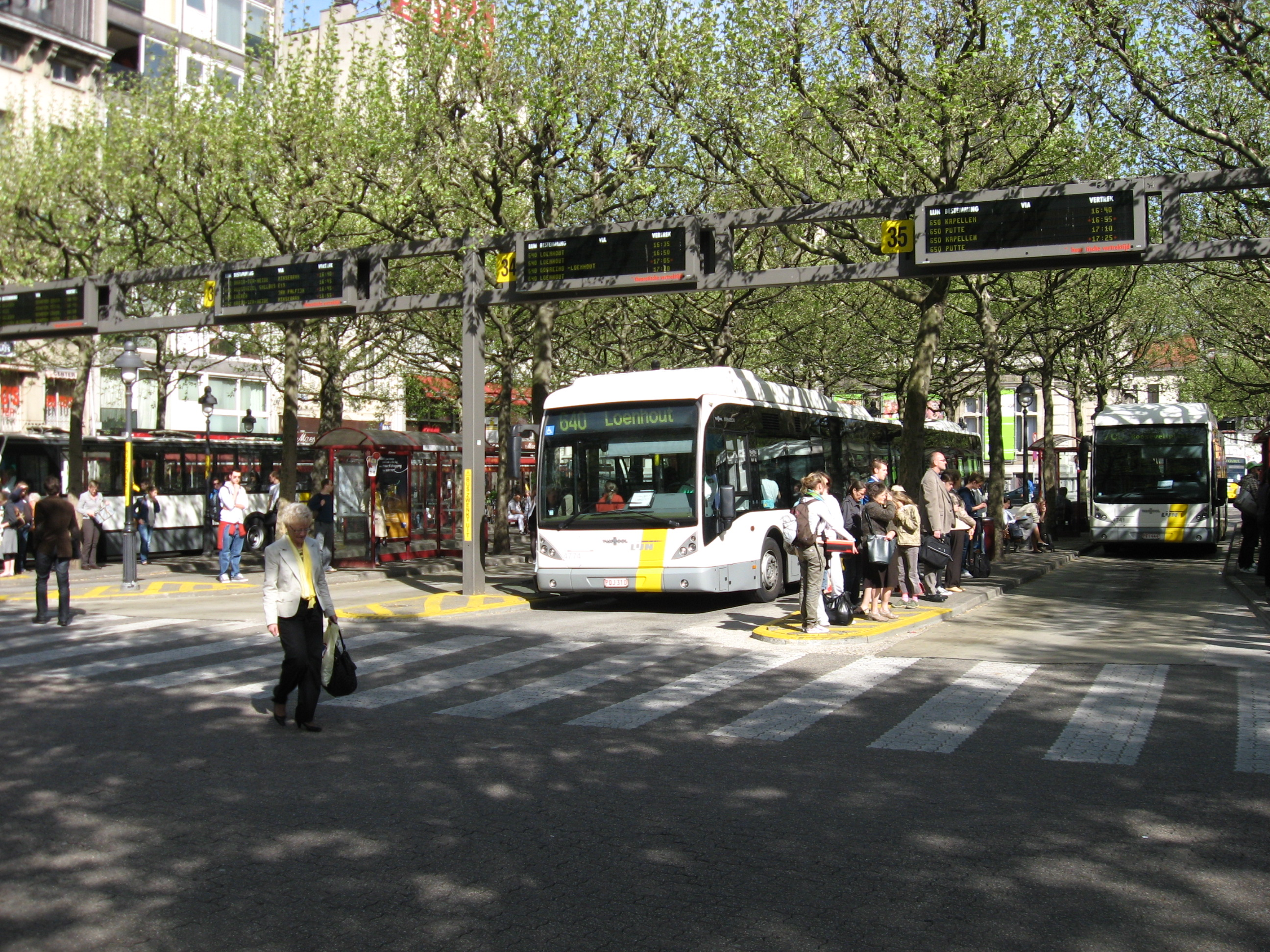
La zone des bus sur la place.

La place Franklin Roosevelt est une grande place dans la ville d'Anvers, en Belgique.

## Situation et accès
Située au croisement des rues Leien et Turnhoutsebaan, à quelques minutes à pied de la Koningin Astridplein et de la gare centrale d'Anvers. La place fonctionne principalement comme la gare routière principale d'Anvers qui, avec ses 28 quais, gère une grande partie des transports en bus de la ville, ainsi que plusieurs lignes de tramway.

## Origine du nom
Elle honore Franklin Delano Roosevelt(1882-1945) 32e président des États-Unis durant la Seconde Guerre mondiale.

## Historique
La place est construite sur place où se trouvait autrefois la porte Kipdorp, une partie des remparts du XVIe siècle qui ont été démolis en 1860. Elle a d'abord été baptisée "Victorieplaats" ("Place de la Victoire"), après la victoire des citoyens sur le duc d'Anjou pour conquérir la ville dite de la Fureur française. Cependant, quelques années plus tard, en 1868, il fut décidé de rebaptiser la place "Gemeenteplaats" ("Place municipale"), après la victoire des citoyens (appelés "Gemeentenaars") dans le même événement. La rue qui reliait la place à l'Astridplein s'appelait de la même manière la "Gemeentestraat" (et porte encore aujourd'hui ce nom). En plus du nom officiel, la place était aussi régulièrement appelée "Geuzenhofkes" par les habitants, en référence aux nombreuses plantes servant de décoration sur la place.
Après la victoire des Alliés à la Première Guerre mondiale, la place fut une fois de plus baptisée Victorieplaats, cette fois-ci en référence aux quatre principaux vainqueurs alliés, la France, le Royaume-Uni, les États-Unis et l'Italie. La place a finalement reçu son nom actuel après la Seconde Guerre mondiale, en l'honneur du président américain récemment décédé, Franklin D. Roosevelt.

### Transports publics
À l'origine, la place avait un design imposant, avec des statues et la décoration avec des plantes et intersecté par le Leien et Turnhoutsebaan. Cependant, en raison de sa position centrale au croisement de ces deux axes majeurs, la place devint rapidement un carrefour des transports publics. À partir de 1934, de plus en plus de tramways vicinaux de la SNCV ont commencé à avoir leur terminus aux Victorieplaats. Peu à peu, l'espace occupé par les transports publics s'est accru, jusqu'en 1968 avec les tramways vicinaux, puis les bus et les tramways urbains exploités par la MIVA, et à partir de 1992 par De Lijn. À partir de 2017, la place est desservie par les lignes de tramway 10,11,12 et 24.
Au cours des dernières décennies, la place a fonctionné comme plaque tournante incontournable pour les lignes de bus urbains et régionaux à Anvers, avec 28 quais desservis par des bus allant dans toutes les directions, ainsi que les lignes de tramway susmentionnées. De plus, la place se trouve à proximité immédiate de la station de métro de l'Opéra au sud et de la Astridplein, qui est également une plaque tournante pour les transports publics urbains, et de la gare Anvers-Central à l'est.
Ces dernières années, des efforts ont été faits pour réduire le nombre de bus ayant leur terminus sur Rooseveltplaats, en partie pour réduire la circulation des bus dans le centre-ville et pour soulager la pression sur Rooseveltplaats. En 2002, les bus régionaux en direction du Waasland étaient limités à la place Van Eeden sur Linkeroever. En 2012, plusieurs lignes de bus en direction du Nord ou du Sud ont été soit annulées, soit limitées à des terminus en dehors du centre-ville, et en 2015, les bus qui traversaient Borgerhout en direction de l'est ont été détournés vers la gare routière de la gare d'Anvers-Berchem. À partir de juin 2017, les bus vers Boom et Malines sont limités à Antwerpen-Zuid. De plus, les services d'autobus internationaux tels que FlixBus et IC Bus ont en grande partie déménagé à la Astridplein voisine.

### Future
À partir de juin 2017, des travaux de construction à grande échelle commenceront sur les Rooseveltplaats dans le cadre du projet Noorderlijn. À l'issue de ces travaux, le nombre de plates-formes de bus sera ramené de 28 à 12. Dans le même temps, la place recevra de nouvelles lignes de tramway après la construction des voies de tramway dans la partie nord du Leien. En outre, le tunnel de prémétro actuellement inutilisé entre les stations Astrid et Opera sera mis en service par les lignes de tramway 8 et 10. 